# جان فرانسوا لوروا
جان فرانسوا لوروا (بالفرنسية: Jean-François Leroy)‏ هو مهندس معماري فرنسي، ولد في 24 نوفمبر 1729 في شانتيه في فرنسا، وتوفي بنفس المكان في 17 مايو 1791.